# 北京市红十字会紧急救援中心

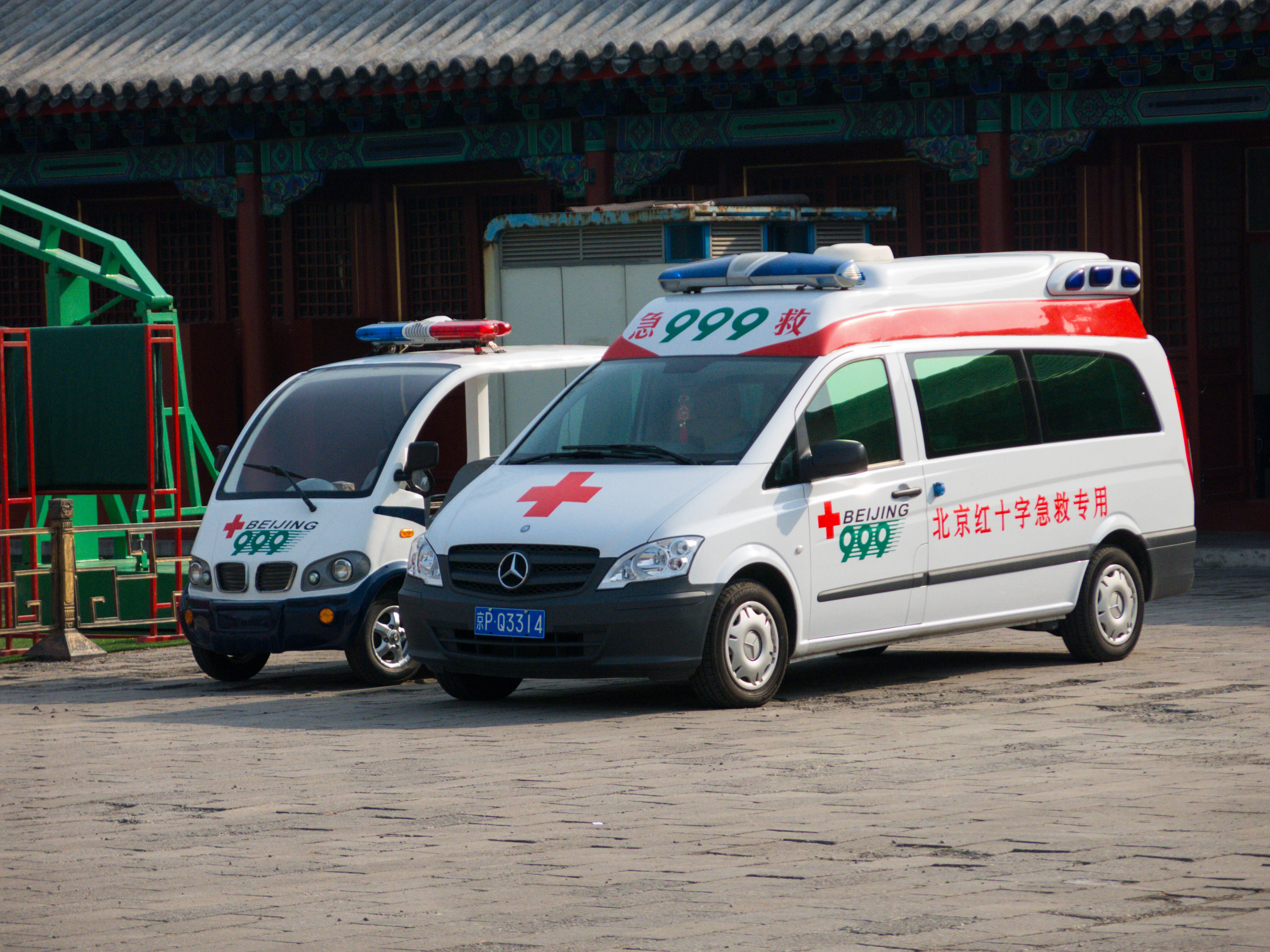
999急救车

北京市红十字会紧急救援中心（英語：Beijing Red Cross Emergency Rescue Center），加挂北京市红十字会急诊抢救中心牌子，简称“999”，位于北京市朝阳区清河南镇1号。

## 简介
北京市红十字会紧急救援中心隶属于北京市红十字会，为北京市机构编制委员会办公室批准的事业单位，2001年5月18日成立。
2001年5月21日，北京红十字会宣布，中国第一家集合救护、救灾、救助功能的综合救援中心———北京市红十字会紧急救援中心投入使用。这套紧急救援中心是由北京市红十字会自筹资金4000万元人民币建成，位于清河南镇，包括10座电脑报警受理台、60余辆带有GPS卫星定位系统及无线通讯系统的救护车辆。
该中心使用的电话号码“999”是救援、救助、救护用的紧急呼叫电话号码，为经国家批准的特殊服务号码，于1997年9月26日获得批准， 2001年9月19日正式开通。999的开通，改变了此前北京市仅有北京急救中心的120全国统一急救电话号码的情况，成为北京市第二个急救电话号码。“999”是中华人民共和国邮电部电信总局批准中国红十字会总会用于救护、救助、救灾的专用电话号码，亚太地区绝大多数国家和地区均采用999作为紧急救援电话号码。
该中心拥有数百部急救车辆，并且在全北京市建有上百个急救站点，全部由该中心垂直管理。该中心的指挥中心设有上百个调度及指挥座席，2000条999电话线路。“999”与110、122、119、120实行联动，便于共同及时处置紧急情况。按照上级要求，999成立了北京市突发事件紧急医疗救援指挥部，并且启用北京120/999紧急医疗救援联合指挥调度平台。
“999”在中国内地的急救业中率先开通急救摩托车救援服务，还开通了固定翼飞机、直升机救援服务，实现城市内与城市间救援及转运。
该中心自成立以来，多次参加北京市乃至中华人民共和国重大事件现场救援，其中四川省汶川大地震、青海省玉树地震的救援都获中共中央、中华人民共和国国务院、中央军委颁发“全国抗震救灾英雄集体”称号。

## 争议事件
2015年11月23日，新浪微博名为“一个有点理想的记者”的网友发文称他于11月9日乘坐中国南方航空CZ6101次航班时突发疾病。机组人员和机场救护人员互相推诿，之后他强忍病痛下了飞机，而999急救中心迟迟不能确诊并一度拒绝转院，延误了救治时间。事件引发了社会关注，后南航与首都机场医院方面就此事致歉。11月25日，事件当事人张先生在其微博上发文质疑999急救中心，称其在转院过程中，被急救车上的工作人员绕过一些三甲医院，直接送往999急救中心，而急救中心迟迟不能确诊并一度拒绝转院，由此延误其救治。11月30日，国家卫计委回应称，要求北京市卫计委调查核实情况，并进行处理。同日，999急救中心发布调查结果，称因考虑到“交通拥堵、三甲医院挂不上号”等原因，将张先生转送至急诊抢救中心。随后张先生对事件调查结果提出质疑。12月6日，999紧救中心公开发表声明，针对999急救中心在转诊过程和医疗服务中存在的问题，向患者张先生公开致歉。